# Liste der Naturdenkmäler im Bezirk Neusiedl am See
Die Liste der Naturdenkmäler im Bezirk Neusiedl am See listet alle als Naturdenkmal ausgewiesenen Objekte im Bezirk Neusiedl am See im Bundesland Burgenland auf. Der Bezirk beherbergt vier Naturdenkmäler, davon eine Felsbildung und eine geschützte Höhle.

## Naturdenkmäler
| Foto |                 | Name                            | ID                                     | Standort                                                  | Beschreibung                                                               | Fläche | Datum      |
| ---- | --------------- | ------------------------------- | -------------------------------------- | --------------------------------------------------------- | -------------------------------------------------------------------------- | ------ | ---------- |
| 1    | Datei hochladen | 1 Platane                       | ND-125                                 | Bruckneudorf KG: Bruckneudorf GrStNr: 44/1 Standort       | Die Platane befindet sich im Fischergarten gegenüber dem Bahnhofsvorplatz. |        | 19.09.1949 |
| 1    | Datei hochladen | ca. 150 Kopfweiden (Baumgruppe) | ND-005                                 | Gattendorf KG: Gattendorf GrStNr: 1913; 1934 Standort     |                                                                            |        | 1987       |
| 1    | Datei hochladen | Kalvarienberg                   | ND-xxx HERIS-ID: 10003 Objekt-ID: 6054 | Neusiedl am See KG: Neusiedl am See GrStNr: 5658 Standort | Als Felsbildung geschützt, Sakralbauwerke unter Denkmalschutz              |        | 2018       |
| 1    | Datei hochladen | Ludlloch (Bärenhöhle)           | ND-xxx                                 | Winden am See KG: Winden GrStNr: 1616/4 Standort          | → Hauptartikel : Bärenhöhle (Winden am See) f1                             |        | 1929       |

## Ehemalige Naturdenkmäler
| Foto |                 | Name          | ID | Standort                                  | Beschreibung | Fläche | Datum      |
| ---- | --------------- | ------------- | -- | ----------------------------------------- | ------------ | ------ | ---------- |
| 0    | Datei hochladen | Esche         |    | Potzneusiedl KG: Potzneusiedl GrStNr: 940 |              |        | 12.08.1932 |
| 0    | Datei hochladen | Platane       |    | Gols, Obere Hauptstraße 2 KG: Gols        |              |        | 1951       |
| 0    | Datei hochladen | Platanenallee |    | Gattendorf                                |              |        | 18.01.1978 |
| 0    | Datei hochladen | Zwergmandel   |    | Mönchhof KG: Mönchhof GrStNr: 5186        |              |        | 01.02.1978 |

| Foto:                    | Fotografie des Naturdenkmals. Klicken des Fotos erzeugt eine vergrößerte Ansicht. Daneben finden sich zwei Symbole: \| Weitere Bilder vorhanden \| Das Symbol bedeutet, dass weitere Fotos des Objekts verfügbar sind. Durch Klicken des Symbols werden sie angezeigt. \| \| Eigenes Foto hochladen \| Durch Klicken des Symbols können weitere Fotos des Objekts in das Medienarchiv Wikimedia Commons hochgeladen werden. \| |
| Name:                    | Bezeichnung des Naturdenkmals laut offiziellen Quellen |
| ID                       | Identifikator |
| Standort:                | Es ist die Gemeinde und falls vorhanden die Adresse angegeben. Darunter sind die Katastralgemeinde (KG) und die Grundstücksnummer angeführt. Durch Aufruf des Links Standort wird die Lage des Denkmals in verschiedenen Kartenprojekten angezeigt. |
| Beschreibung             | Kurze Beschreibung des Naturdenkmals |
| Fläche                   | Fläche des Naturdenkmals in Hektar (ha) |
| Datum                    | Datum oder Jahr der Unterschutzstellung |
| Weitere Bilder vorhanden | Das Symbol bedeutet, dass weitere Fotos des Objekts verfügbar sind. Durch Klicken des Symbols werden sie angezeigt. |
| Eigenes Foto hochladen   | Durch Klicken des Symbols können weitere Fotos des Objekts in das Medienarchiv Wikimedia Commons hochgeladen werden. |